# شبيلي (بوزي)
شبيلي (بالفارسية: شبیلی) هي منطقة سكنية تقع في إيران في قسم بوزي الريفي. يقدر عدد سكانها بـ 193 نسمة بحسب إحصاء 2016.